# Трудівники моря (роман)
Трудівники моря (фр. Les Travailleurs de la mer) — роман Віктора Гюго, опублікований у 1866 році. Події відбуваються на острові Гернсі, де письменник провів 15 років у вигнанні.

## Тематика роману
Письменник розповідає про боротьбу людини з силами природи, героїзм та мужність простих рибалок Франції. Гюго використав атмосферу невеликої острівної громади, щоб перетворити буденні події в драму найвищого рівня. Герої твору — мешканці архіпелагу, острів'яни: рибалки, моряки, контрабандисти, митна сторожа, робітники верфей і судновласники.
Дія роману відбувається після наполеонівських воєн в ньому розповідається про вплив промислової революції на острів. Рибалка Жильят закохався в Дерюшетту, племінницю місцевого судновласника. Коли корабель Летьєррі зазнав аварії на небезпечному рифі, Дерюшетта пообіцяла вийти заміж за того, хто зможе врятувати парову машину корабля. Жильєт проходить численні випробування та страждання (зокрема, бій з восьминогом), і переживає незаслужену ганьбу його сусідів. Герой наділений найкращими рисами національного характеру, проявляє надзвичайну стійкість і наполегливість у боротьбі з океанською стихією.

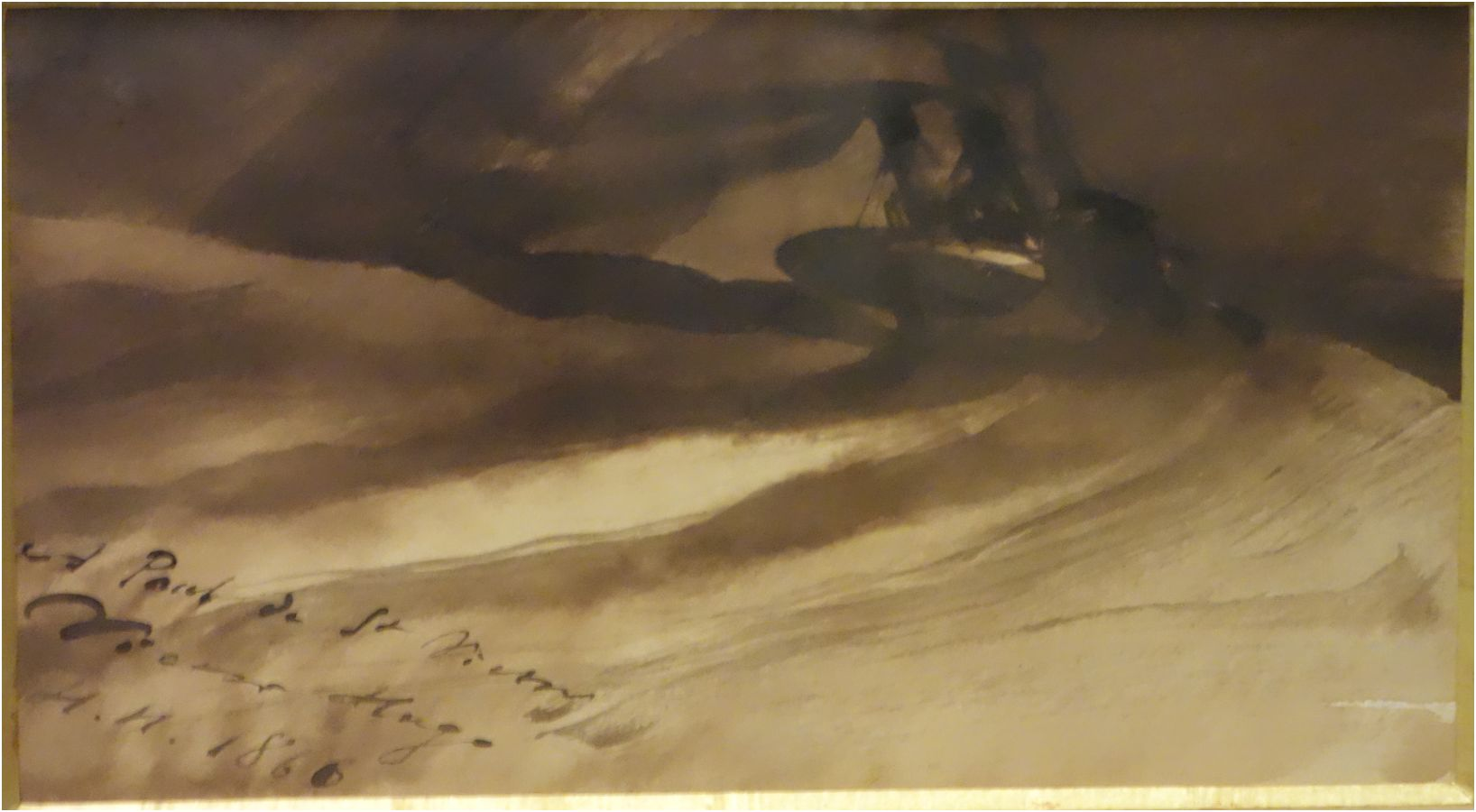
Дюранд (картина автора 1866)

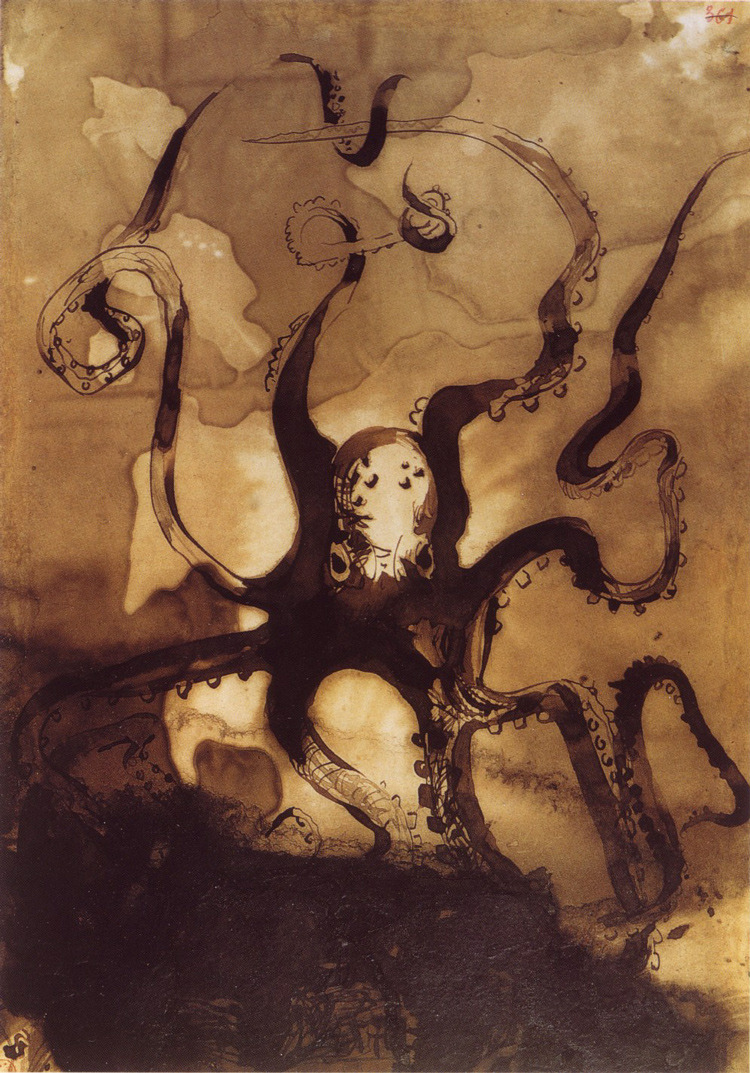
Восьминіг, з яким зустрічається Жильят (картина автора, 1866)

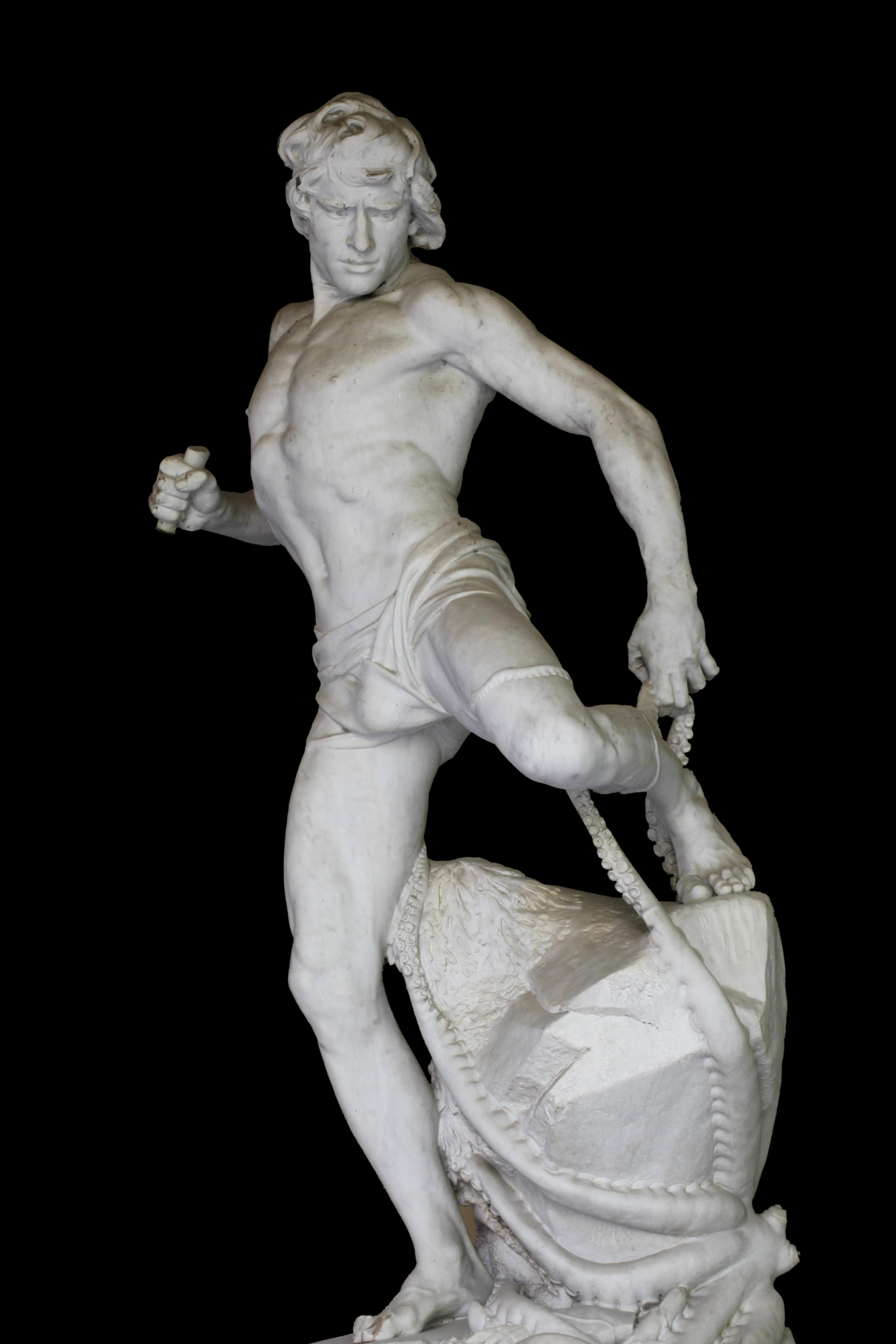
Жильят і восьминіг Джозефа Карльє

## Сюжет роману
Жінка приїжджає на Гернсі зі своїм сином Жильятом і купує будинок, який називають будинком з привидами. Хлопчик виростає і стає хорошим рибалкою і моряком. Люди вірять, що він чарівник.
На Гернсі також живе Месс Летьєррі — колишній моряк і власник першого пароплава «Дюранд» зі своєю племінницею Дерюшеттою. Одного разу, під Різдво, ідучи до церкви, вона бачить на дорозі за собою Жильята і пише його ім'я на снігу. Він бачить це і закохується в неї. Згодом хлопець йде грати на сопілці біля її будинку.
Клюбен розробляє план затоплення корабля на Ханойському рифі та втечі на кораблі іспанських контрабандистів. Він зв'язується з шахраєм, який багато років тому вкрав велику суму грошей у місіс Летьєррі. Клюбен, погрожуючи зброєю, забирає гроші у Рентейна.
У густому тумані Клюбен відпливає до Ханойського рифу, звідки може легко доплисти до берега, зустріти контрабандистів і зникнути, створюючи вигляд, що він потонув. Через туман він помилково прибув на риф Дувр, який все ще знаходиться на півдорозі між Гернсі та Францією. Залишившись один на кораблі, він побачив катер і стрибає у воду.
На Гернсі дізнаються про корабельну аварію. Племінниця Летьєррі заявляє, що вийде заміж за рятувальника двигуна. Жильят приступає до місії, витримуючи голод, спрагу та холод, намагаючись звільнити двигун з аварії. У битві з восьминогом він знаходить скелет Клюбена і вкрадені гроші на дні моря.
Жильяту вдається повернути двигун Летьєррі, який дуже задоволений і готовий виконати свою обіцянку. Жильят постає перед людьми як рятівник, але він відмовляється одружитися з Дерюшеттою, оскільки бачив, як вона приймає пропозицію одружитися, зроблену Ебенезером Кодре, молодим священиком, який нещодавно прибув на острів. Він влаштував їхнє весілля і допоміг втекти на вітрильнику «Кашемір». Коли всі його мрії розбиті, Жильят вирішив дочекатися припливу. Юнак сидів на скелі в морі, і через сильний приплив потонув, спостерігаючи, як вітрильник зникає на горизонті.

## Персонажі
- Жильят- рибалка
- Летьєррі — власник корабля, першого пароплава на острові
- Дерюшетта — племінниця Летьєррі
- Клюбен — капітан «Дюранда».
- Ебенезер Кодре — священик, який нещодавно прибув на острів

## Натхнення
У 2010-х роках місцеві жителі проводили дослідження обставин, за яких виник роман, використовуючи неопубліковані нотатки Гюго. Вони виявили, що подвійної скелі Дувра не існувало, але її зображення існувало: скелю змоделював Гюго на острові Сарк (і на узбережжі). Сцену боротьби з восьминогом надихнула справжня атака поліпа, яка тут сталася.

## Історія видання
Вперше роман був опублікований у Брюсселі в 1866 році (Віктор Гюго був у вигнанні з Франції). Пізніше того ж року в Нью-Йорку швидко з'явився переклад англійською мовою. У 1887 році роман був виданий у Великій Британії.
Спочатку Гюго задумав есе як вступ до цього роману, хоча він не був опублікований до 1883 року, а разом вони були опубліковані лише в 20 столітті.
У 2002 році роман опублікований з новим перекладом Джеймса Хогарта, яке називає себе «першим нескороченим англійським виданням роману».

## Екранізації
Було знято більше п'яти екранізацій роману, у тому числі:
- Трудівники моря (фільм 1914) — режисер невідомий (німий)[6]
- Трудівники моря (фільм 1915) — режисер невідомий (німий)[7]
- Трудівники моря (фільм 1923) — режисер Рой Вільям Ніл (німий)[8]
- Тільники моря (фільм 1936) — режисер Селвін Джепсон[9]
- Морські дияволи (фільм 1953) — режисер Рауль Волш[10]

## Переклади українською
- Віктор Гюґо. Трудівники моря. Пер. Христина Олексіївна Алчевська. — Київ: «Молодий більшовик», 1931.
- Віктор Гюґо. Трудівники моря. Переклад з французької, примітки та післямова Степана Пінчука. – Київ: «Молодь», 1985.